# Pasar Latong
Pasar Latong is een bestuurslaag in het regentschap Padang Lawas van de provincie Noord-Sumatra, Indonesië. Pasar Latong telt 2151 inwoners (volkstelling 2010).